# Tuberculina sbrozzii
Tuberculina sbrozzii is een hyperparasitaire schimmel, die behoort tot de familie Helicobasidiaceae. De schimmel komt onder andere voor op grote-maagdenpalmroest en op Puccinia cribrata op kleine maagdenpalm. Tuberculina sbrozzii is de anamorfe vorm van de schimmel. De teleomorfe vorm is een soort van het geslacht Helicobasidium.
De aecia zijn met een violette laag bedekt. De conidiofoor is bleek roodviolet en zitten als een pallisade dicht tegen elkaar. Een conidiofoor draagt slechts één conidium. De 8-9 × 6-7 µm grote conidiën worden in een sporodochium gevormd. De conidiën zijn bleekrood, rond tot ellipsoïde en hebben een wand die minder dan 1 µm dik is.

## Foto's

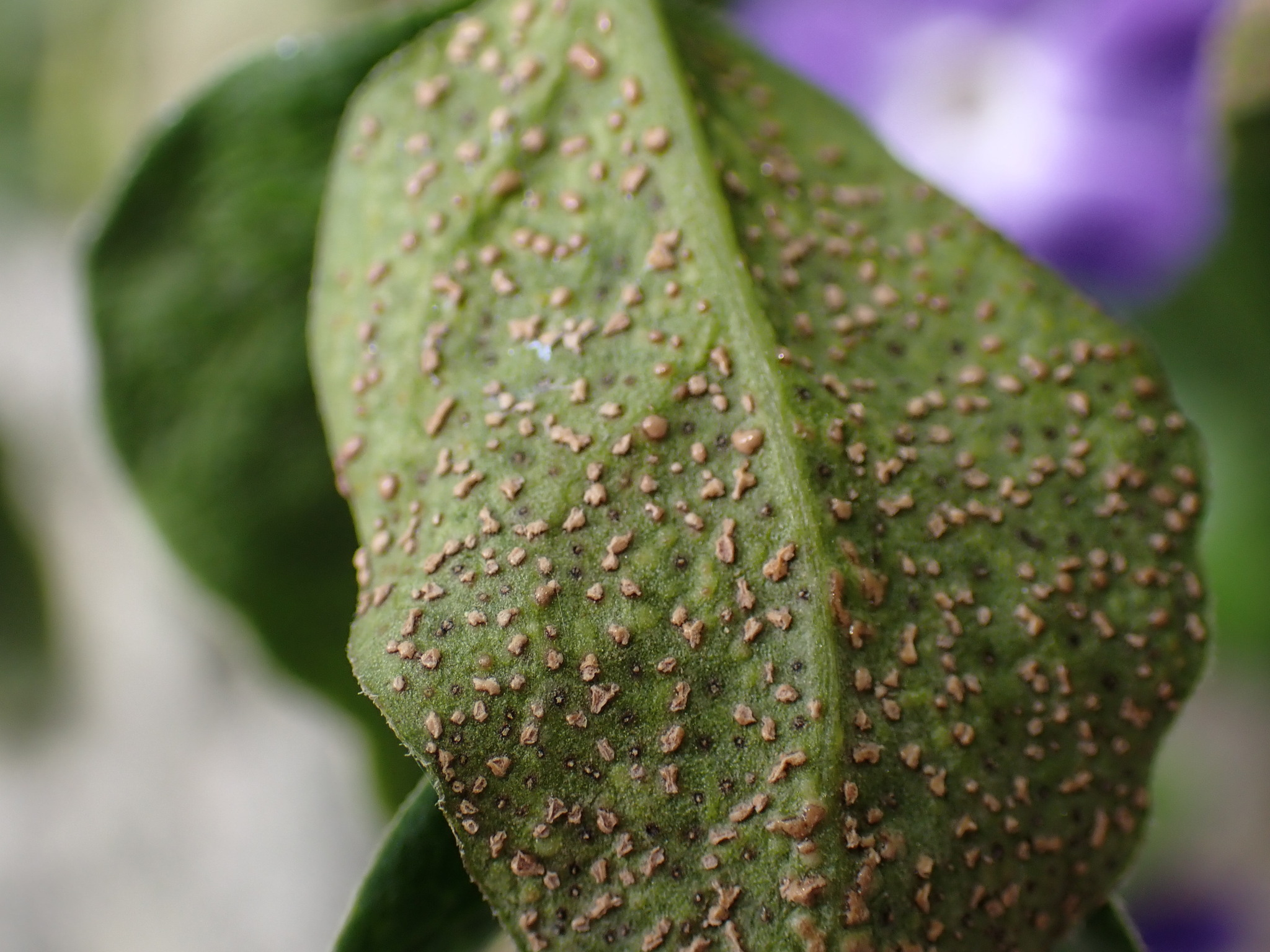
op aecia van grote-maagdenpalmroest
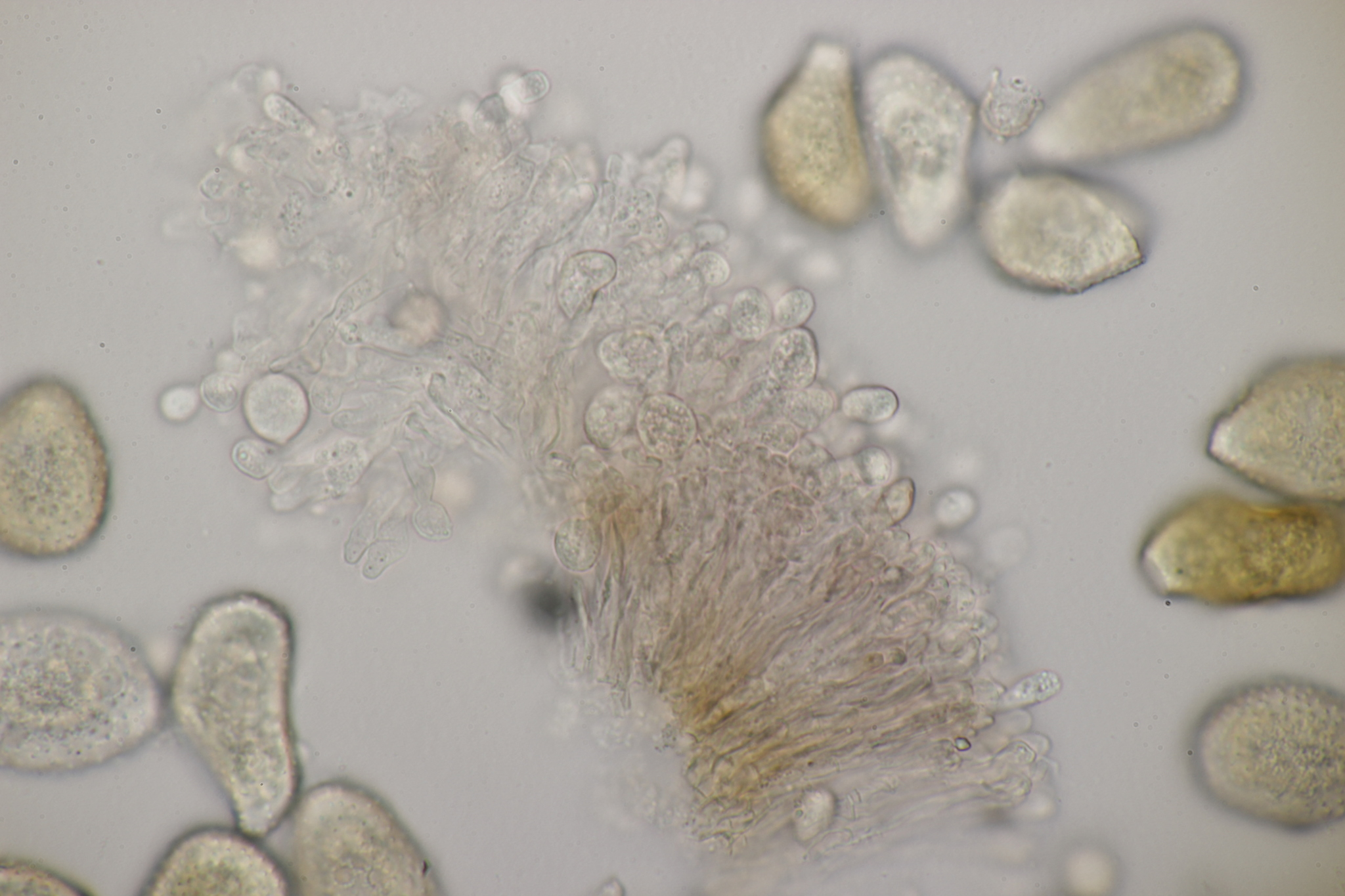
Conidioforen zitten dicht tegen elkaar
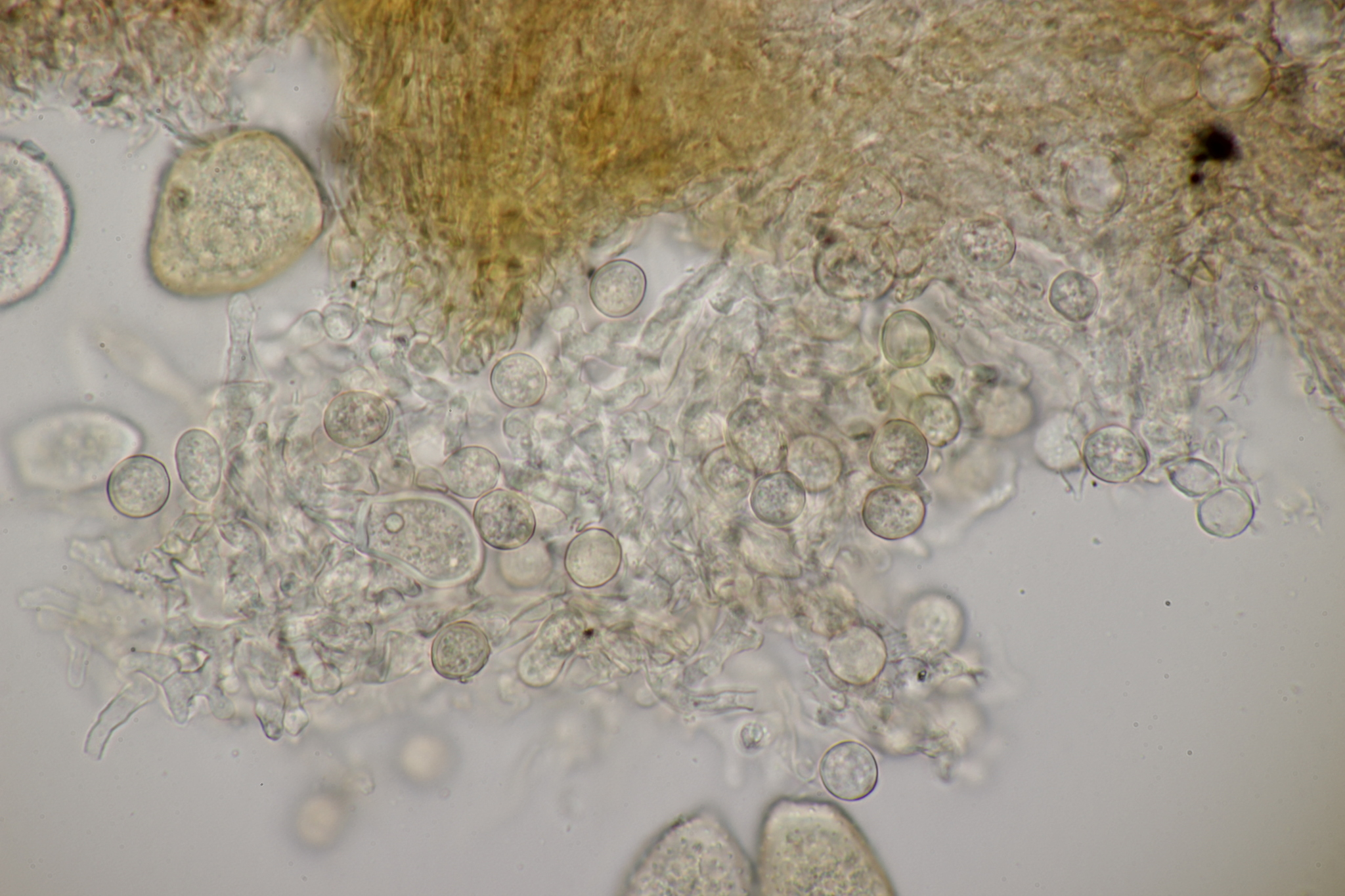
Sporodochium op aecium